# Iablonevi
Iablonevi (en rus: Яблоневый) és un poble (possiólok) de l'óblast de Magadan, a Rússia, que en el cens del 2010 no tenia cap habitant.